# Nördlicher Stadtteil (Schweinfurt)
Der Nördliche Stadtteil ist ein Stadtteil der kreisfreien Stadt Schweinfurt. Er wird für amtlich-statistische Zwecke als Bezirk 33 geführt. Die Sozialstruktur des Stadtteils liegt unter allen Stadtteilen am nächsten am städtischen Durchschnitt, sie ist nahezu identisch mit ihm.
Der Stadtteil und sein Name entspringen einem Lückenschluss städtischer Statistiken. Das städtebaulich nicht klar abgegrenzte Gebiet bildet weder topografisch noch funktional einen eigenständigen, zusammenhängenden Stadtteil und ist daher nicht als solcher im öffentlichen Bewusstsein. Lediglich der Teilbereich Klingenbrunn ist ein bekanntes, traditionsreiches Quartier. Seit Beginn des digitalen Zeitalters erscheint der Name des Stadtteils jedoch auch in Internetportalen des Immobilienmarktes. 

## Geographie

### Lage
Der Nördliche Stadtteil grenzt (im Uhrzeigersinn im Süden beginnend) an der Obertorkreuzung an die Altstadt, im Südwesten (Friedhofstraße) und im Westen (Auen- und Maibacher Straße) an die Gartenstadt, im Norden (Grünspange nähe Gertrud-Herz-Straße) an die Eselshöhe und im Osten (Marienbach) an den Stadtteil Hochfeld-Steinberg und den Nordöstlichen Stadtteil. Der Hauptfriedhof gehört zum Nördlichen Stadtteil.

### Topografie
Der Stadtteil liegt auf der westlichen Talseite des von Nord nach Süd verlaufenden Marienbachs, der 750 m weiter südlich in den Main mündet. Der niedrigste Punkt des Stadtteils liegt im Süden, am Marienbach, auf 213 m ü NN, der höchste im Westen auf der Maibacher Höhe auf 253 m ü NN, die von der Christuskirche bekrönt wird.

## Geschichte

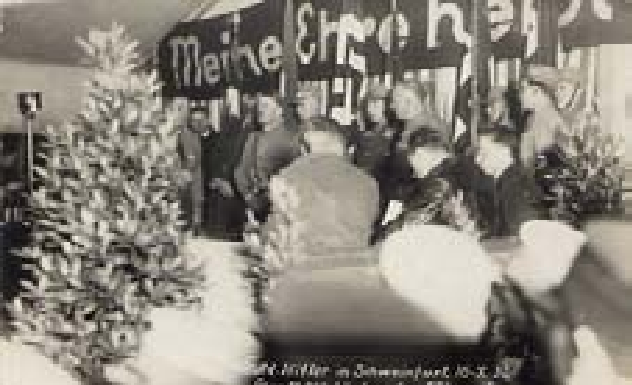
Adolf Hitler 1932 (links der Mitte) am Schützenplatz Deutschhöfer Straße

Zunächst entstand um 1900 die nördliche Vorstadt Klingenbrunn an der Deutschhöfer-, südlichen Klingenbrunn- und Schützenstraße. Das kleine Gründerzeitviertel besitzt Blockrandbebauung, teilweise mit Vorgartenzone. In den 1920er und 30er Jahren wurde die Bebauung nach Norden hin infolge gestiegenem Wohlstands aufgelockerter und niedriger, mit höherer Wohnqualität. Vor dem Zweiten Weltkrieg reichte das bebaute Gebiet bis zur Nordendstraße und an der Dittelbrunner Straße noch weiter, bis zur Einmündung des Theuerbrünnleinswegs. In den 1960er Jahren wurden die letzten Freiflächen bebaut, teilweise mit größeren Wohnblocks. 
1932 sprach Adolf Hitler auf dem Schützenplatz an der Deutschhöfer Straße bei seinem zweiten Besuch in Schweinfurt.
2013 kam es zu einer Gasexplosion in der Jägerstraße, die fast eine ganze Doppelhaushälfte aufsprengte, über die bundesweit berichtet wurde. Ein damals verletzter Bewohner heizte unsachgemäß mit einer Gasflasche, da ihm der Strom abgestellt worden war.

### Vier Quellen
Nach der unteren Karte liefen an der Straßengabelung (die spätestens seit dem frühen 19. Jahrhundert bestand) von Deutschhöfer und Dittelbrunner Straße, am heutigen Gasthaus Vier Quellen oder in näherer Umgebung bereits um 800 zwei Altstraßen, bzw. Handelswege zusammen. Der westliche Ast führte über die Dittelbrunner Straße zur Salzburg (bei Bad Neustadt) und weiter nach Norddeutschland. Der östliche Ast führte über die Deutschhöfer Straße und einen Königshof (heute: Bad Königshofen) nach Erfurt (Anschluss an die Via Regia). Das Gasthaus besteht seit dem 19. Jahrhundert. An der Stelle des einstigen Biergartens befindet sich heute eine Tankstelle.

Handelsstraßen im Maingebiet um 800
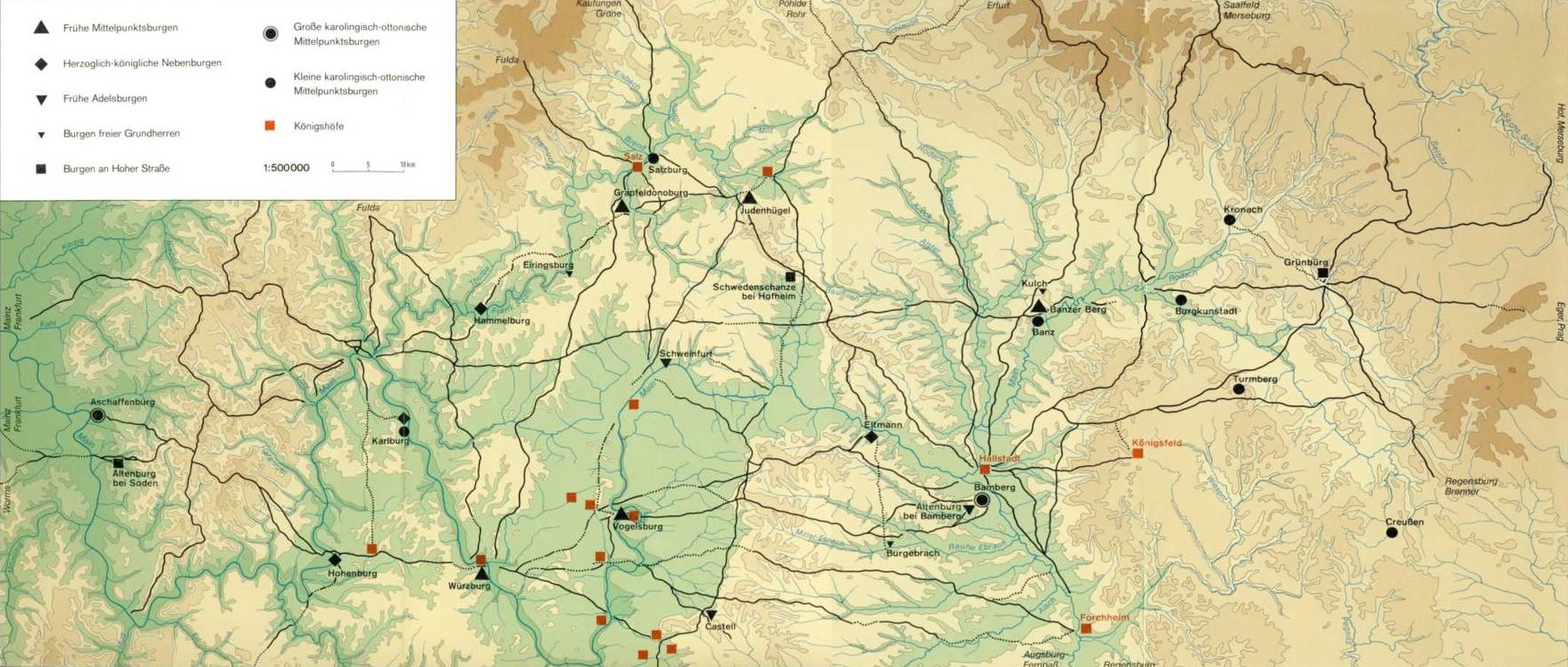
In der Mitte des Gebiets lag die erste Siedlung Schweinfurts (Suuinfurtero marcu). (Die Karte wurde von der Stadt Burgkunstadt angefertigt)

Siehe auch: Suuinfurtero marcu, Handelsstraßen

### Schützenverein
Die Bürgerliche Schützengesellschaft 1433 Freischütz von 1875 ist der älteste Verein der Stadt, der vermutlich schon vor 1433 bestand, noch vor Verbreitung des Schießpulvers, als Verein für Armbrustschützen. 1901/02 erbaute der Schützenverein an der Deutschhöfer Straße eine größere Schießanlage. Hier wurde auch das Schützenfest abgehalten, das sich nach dem Zweiten Weltkrieg zu einem normalen Volksfest, dem sogenannten Vogelschuss, entwickelte und auf dem einstigen Schießplatz stattfand (siehe unteres Bild). Heute wird der Vogelschuß als kleines Frühlingsvolksfest auf einem Teil des Volksfestplatzes am Sachs-Stadion abgehalten. Der Bruch mit dem traditionellen Ort wurde kritisiert.
Auf dem Gelände des Schützenvereins wurde in den 1930er Jahren die Schillerschule erbaut. Zudem war auf dem Areal von 1953 bis 1971 die Ständige Wache der Feuerwehr Schweinfurt untergebracht. Das Schützenhaus wurde später abgebrochen und auf dem einstigen Vereins-Areal wurden zwei Förderschulen errichtet (siehe: Wirtschaft und Infrastruktur). Der Schützenverein erbaute eine moderne Hallenanlage im Umfeld des Sachs-Stadions. Somit verschwanden Schützenhaus und Schützenfest aus dem traditionellen Schützenviertel (siehe auch: Klingenbrunn). 

Schützenvereinsanlage von 1901/02
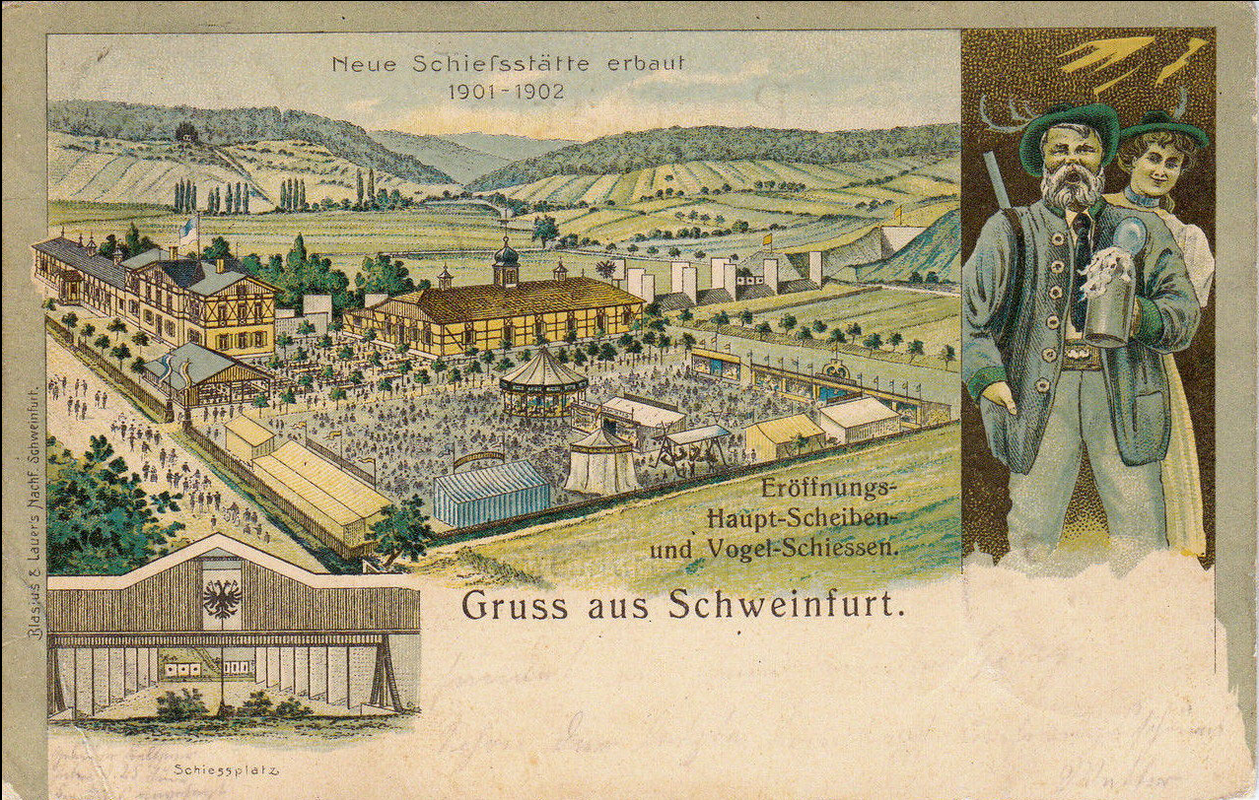
Vereinsanlage im Tal des Marienbachs mit Blick über den östlichen Bereich des heutigen Nördlichen Stadtteils. Links Deutschhöfer Straße, vorne Schützenfest (heute Pausenhof der Schillerschule) das später auf dem Areal des Schießplatzes (hinten rechts) abgehalten wurde. Im Hintergrund Schweinfurter Rhön, mit eingeschnittenem Zellergrund und Haardtberg (links).

### Turngemeinde Schweinfurt 1848

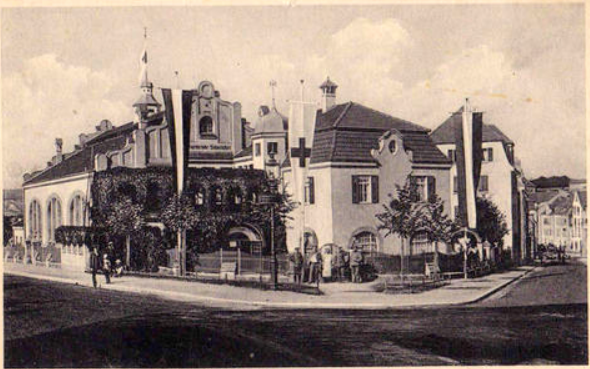
Erste Turnhalle der Turngemeinde 1848 mit Vereinsheim an der Deutschhöferstraße/Obertorkreuzung

In der Straßengabelung Deutschhöfer-/Klingenbrunnstraße errichtete der zweitälteste Verein der Stadt, die Turngemeinde 1848, ihr Vereinsheim mit Turnhalle. Die Anlage wurde im Zweiten Weltkrieg zerstört. Danach war der Verein an selber Stelle in einem schlichten Neubau beheimatet, bis zum Umzug in die heutige, großzügige Anlage unweit außerhalb des Nördlichen Stadtteils.

## Industriegeschichte
An Obertorkreuzung und Friedhofstraße befindet sich ein altes Industrie- und Gewerbegebiet. Mehrere Bauten blieben erhalten und werden heute noch gewerblich genutzt.

### Lederfabrik Bach
Eines der ältesten Fabrikgebäude Schweinfurts, aus dem 18. Jahrhundert, steht an der Ecke Friedhofstraße 1/Niederwerrner Straße 2. Im Jahre 1703 wurde die Gerberei Wilhelm Bach gegründet. Aus ihr entwickelte sich die 1791 von Christian Friedrich Bach gegründete Lederfabrik Wilhelm Bach an der Niederwerrner Straße, die bis 1960 bestand. Die Gebäude blieben erhalten und werden bis heute gewerblich genutzt.

### Schuhfabrik Silberstein & Neumann
1875 gründeten Jacob Silberstein und Emanuel Neumann die Schuhfabrik Silberstein & Neumann. Zunächst befand sich die Fertigung in der Oberen Straße 12 in der Altstadt. 1887 wurde die neu errichtete Fabrik in der Friedhofstraße 2 und 4 bezogen. Bekannte Schuhmarken waren Biene, Edox und Angulus. Die Firma war von 1925 bis 1929 (Schwarzer Freitag) eine Aktiengesellschaft und ging 1933, im Zuge der Weltwirtschaftskrise, in Liquidation. Aufgrund der jüdischen Inhaber wurden die Fabrikgebäude durch die Nationalsozialisten enteignet. Ludwig Silberstein verstarb 1937. Nach der Familie wurde eine Straße im Hafen-Ost benannt.
Der nördliche Gebäuderiegel der Ziegelbauten ist noch teilweise erhalten. In ihm befindet sich heute das Brick House (Bar & Grill).

### Kartonagenfabrik Allmis
1879 gründete Johann Michael Allmis eine Kartonagenfabrik. Zunächst befand sie sich in der Roßbrunnstraße 15 in der Neutorvorstadt und dann in der Seestraße 2, bis schließlich die Fabrikgebäude von Silberstein & Neumann übernommen wurden. Der südliche Gebäuderiegel am Obertor wurde aufgestockt, prägte das nördliche Stadtbild und wurde in den 1970er Jahren gesprengt. Allmis war zunächst ins Gewerbegebiet in den einstigen Lehmgruben gezogen (siehe: Gewerbegebiet Heckenweg). Seit 1971 befindet sich die Firma als Allmis Verpackungen GmbH im Hafen-Ost, in der Porschestraße 2.

Altes Industrie- und Gewerbegebiet Obertor/Friedhofstraße
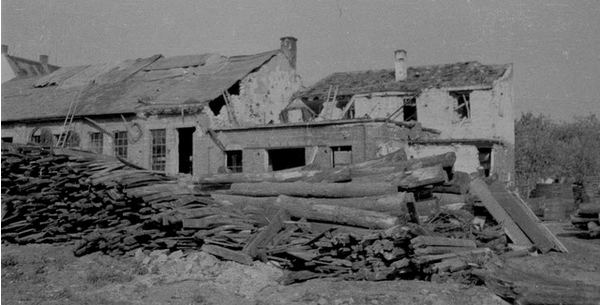
Fassfabrik Kupfer im 2. Weltkrieg, im Häuserblock Friedhof-/Niederwerrner-/Schopperstraße. Das Gebäude wird heute anderweitig gewerblich genutzt
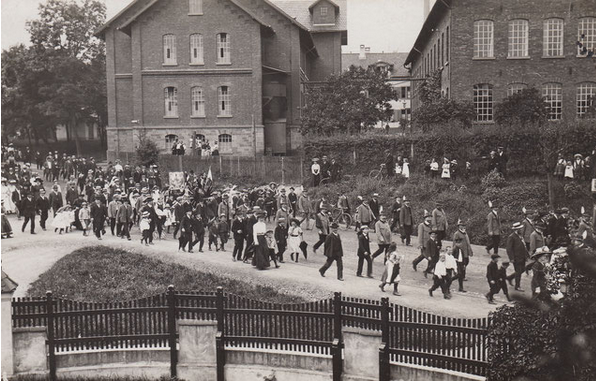
Silberstein & Neumann. Ansicht von der Deutschhöfer Straße, bei einem Umzug der Schützengesellschaft
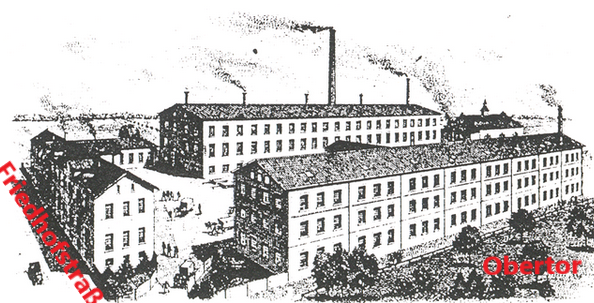
Silberstein & Neumann. Rechts hinten Turnhalle der TG 1848

## Sozialstruktur
| Status 31. Dez. 2022                               | Nördlicher Stadtteil Statistischer Bezirk 33 | Gesamtgebiet Schweinfurt |
| -------------------------------------------------- | -------------------------------------------- | ------------------------ |
| Deutsche                                           | 78,5 %                                       | 77,4 %                   |
| Ausländer                                          | 21,5 %                                       | 22,6 %                   |
| Anteil Doppelstaatler an der deutschen Bevölkerung | 17,2 %                                       | 17,1 %                   |

Die Sozialstruktur liegt im Nördlichen Stadtteil nahezu im städtischen Durchschnitt, entsprechend der geografischen Mittellage zwischen den bürgerlichen Stadtteilen im Norden und Osten, vorwiegend mit Einfamilienhäusern und den Stadtteilen mit hohem Migrantenanteil im Westen, vorwiegend mit Mietshäusern. 
Jedoch ist zu berücksichtigen, dass das Quartier für Spätaussiedler an der Breiten Wiese, das geografisch und funktional zum Nördlichen Stadtteil gehört, dem statistischen Bezirk 41 Hochfeld/Steinberg zugeordnet wurde (siehe auch: Hochfeld/Steinberg, Sozialstruktur).

## Ortsteile

### Klingenbrunn

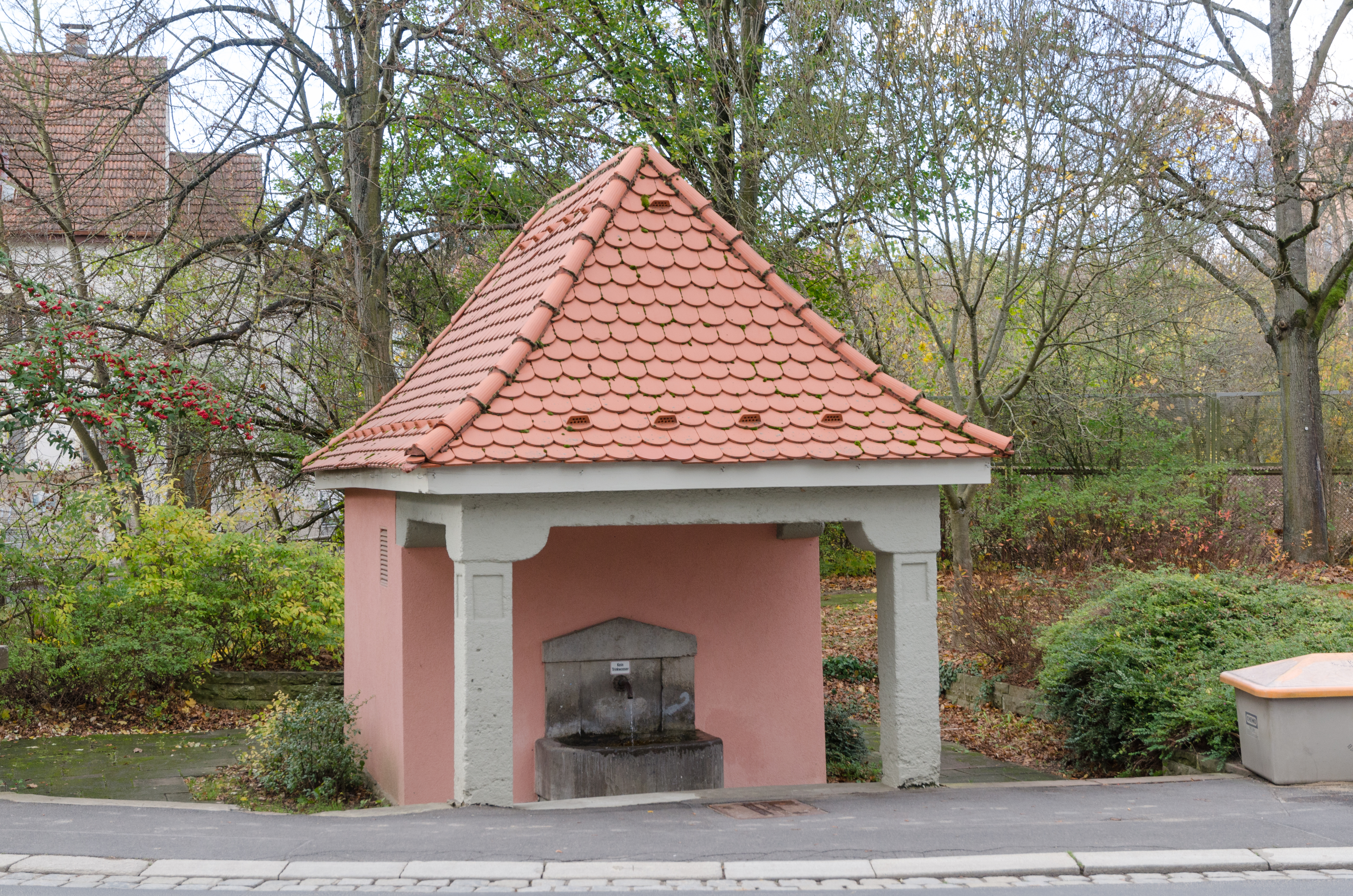
Das Klingenbrünnle, ein Wahrzeichen des Quartiers

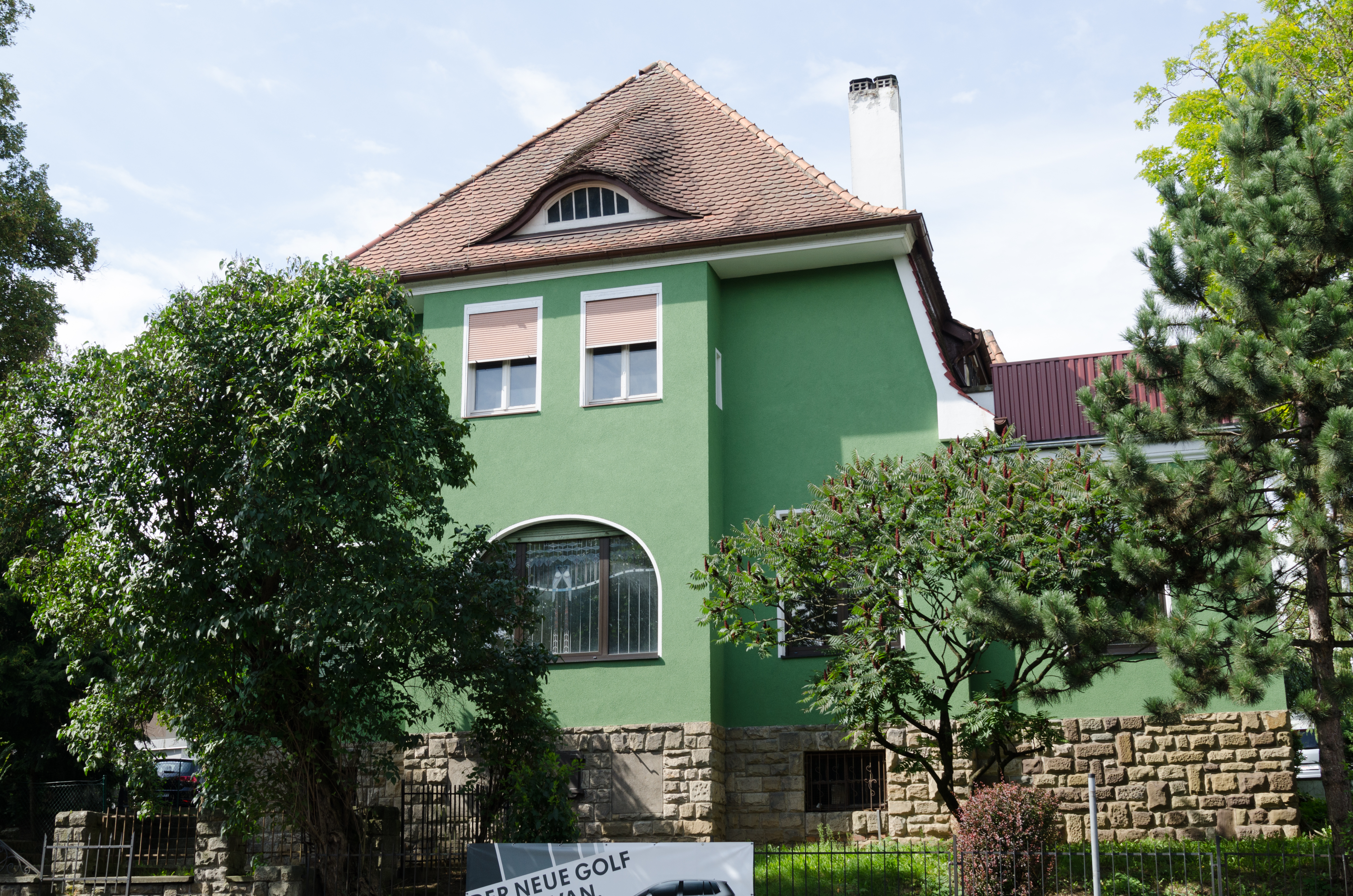
Fabrikantenvilla von 1913 in der Deutschhöfer Straße

Das traditionelle Quartier der Schützen Klingenbrunn östlich und südlich der Deutschhöfer Straße wurde, obwohl es eine Einheit bildet, von der Stadtverwaltung drei Stadtteilen zugeordnet: dem Nördlichen Stadtteil (Bezirk 33), Hochfeld/Steinberg (Bezirk 41) und dem Nordöstlichen Stadtteil (Bezirk 42). Das Viertel besitzt ein ausgeprägtes Eigenleben mit Bürgerverein und einem sogenannten Stadtteilbürgermeister (siehe auch: Bürgerverein Klingenbrunn). 
Klingenbrunn ist das traditionelle Schweinfurter Schützenviertel, worauf die Straßennamen Am Vogelschuß, Schützenstraße und Jägerstraße hinweisen. Namensgeber des Viertels ist das 1577 erstmals erwähnte Klingenbrünnle. Klingen ist vom plätschernden (klingenden) Wasser abgeleitet. Das Klingenbrünnle wird aus einer gefasste Quelle gespeist, die ihren Zufluss von der oberhalb des Marientals gelegenen Klingenhöhe hat. Die angeblich heilende Wirkung seines Wassers führte 1880 zum ersten Schweinfurter Wasserfest. Das 2015 geschlossene Brauhaus Schweinfurt, das bereits im angrenzenden Nordöstlichen Stadtteil lag, war eng mit dem Quartier Klingenbrunn verbunden.
Im südlichen Quartierbereich siedelten sich seit Ende des 20. Jahrhunderts Rotlichtadressen an, die dieses Vorstadtgebiet jedoch nicht dominieren (siehe auch: Schweinfurt, Rotlichtszene). Seit den 2010er Jahren entsteht im Norden von Klingenbrunn neuer Wohnraum im Komfort-Bereich.

### Gewerbegebiet Heckenweg
Am Westrand des Stadtteils befanden sich Ziegeleien, worauf der Straßenname An der Ziegelgrube hinweist. Die Ziegeleien lagen entsptrechend der westlichen Hauptwindrichtung auf der östlichen Seite (Leeseite) der Maibacher Höhe, wo sich Löß ablagerte. In der Lehmgrube wurde nach Beendigung des Abbaus in den 1960er Jahren das kleine Gewerbegebiet am Heckenweg angelegt. Es ist das einzige Gewerbegebiet in der gesamten nordöstlichen Stadthälfte, die sonst ausschließlich aus Wohnvierteln besteht.

### Theuerbrünnleinssiedlung
Die Theuerbrünnleinssiedlung (seit ca. 1950) im Norden des Stadtteils, benannt nach dem Theuerbrünnleinsweg, ist klar strukturiert. Im südlichen Bereich befinden sich kleine Doppelhäuser für Ostflüchtlinge aus der Zeit um 1950, im nördlichen Bereich Reihenhäuser und Wohnblocks aus den 1960er Jahren.

## Kultur und Sehenswürdigkeiten

### Kirchen

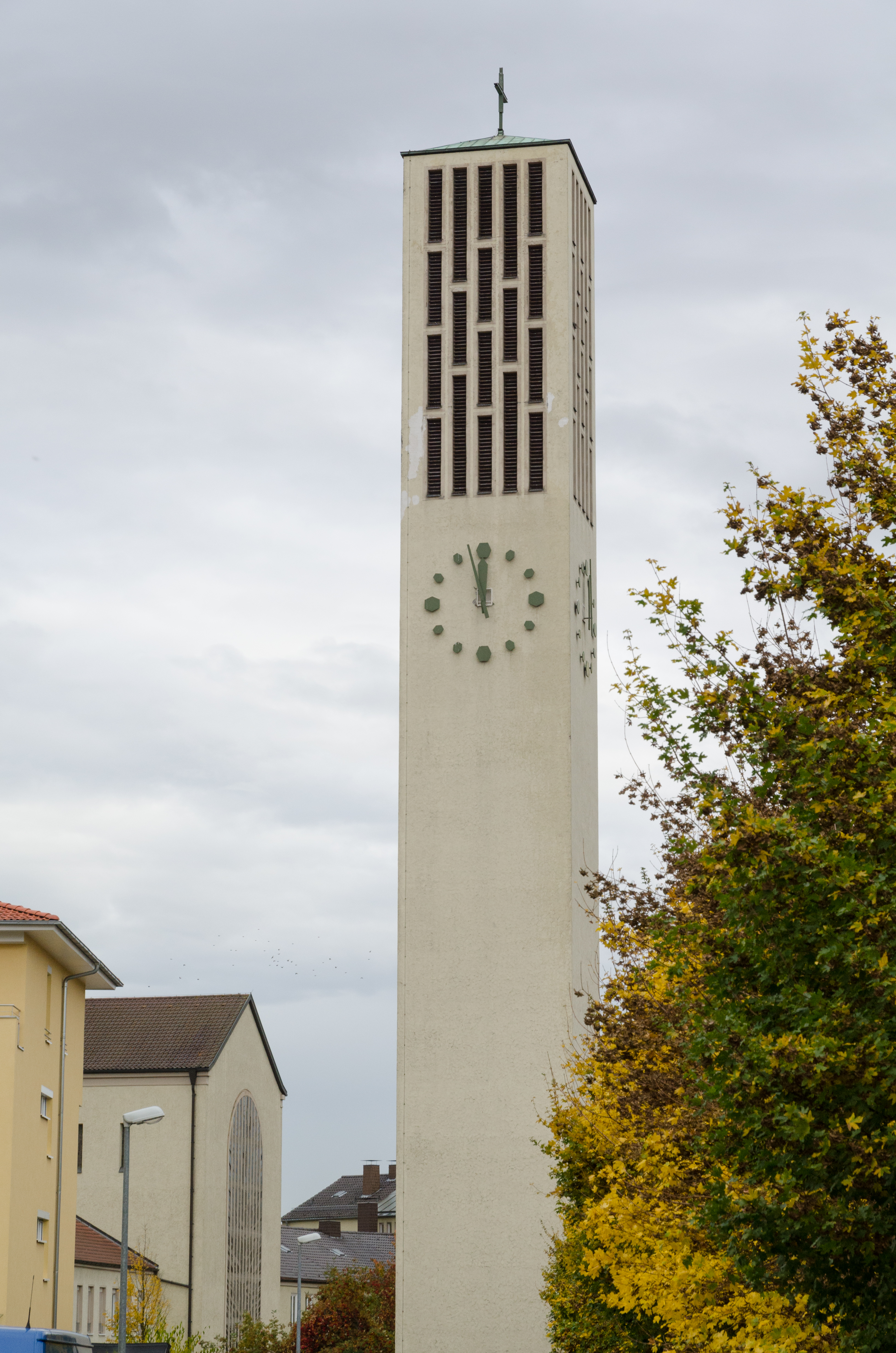
Campanile von St. Anton

- St. Anton (katholisch). Der große Komplex von 1952 auf einer Anhöhe, mit dem kreuzförmigen Kirchenbau, einem Klosteranbau der Franziskaner-Minoriten und einem Campanile von 1956 steht unter Denkmalschutz. Das Kloster wurde 1996 aufgelöst, das Gebäude wird seitdem anderweitig genutzt. Von 2018 bis 2020 wurde die Kirche saniert und umgebaut, mit teilweise veränderter Nutzung.
- Christuskirche (evangelisch)
- Griechisch-orthodoxe Kirche der griechisch-orthodoxe Metropolie von Deutschland im Untergeschoss von St. Anton

### Jüdischer Friedhof
1863 wurde die neue Jüdische Gemeinde Schweinfurt in der Siebensbrückleinsgasse (Altstadt) gegründet und 1874 der jüdische Friedhof innerhalb des heutigen Hauptfriedhofs angelegt. 1901 wurde das Taharahaus eingeweiht, das in der Nachkriegszeit abgebrochen wurde. Die bisher letzte Bestattung war 1990 von Edith Holzapfel.

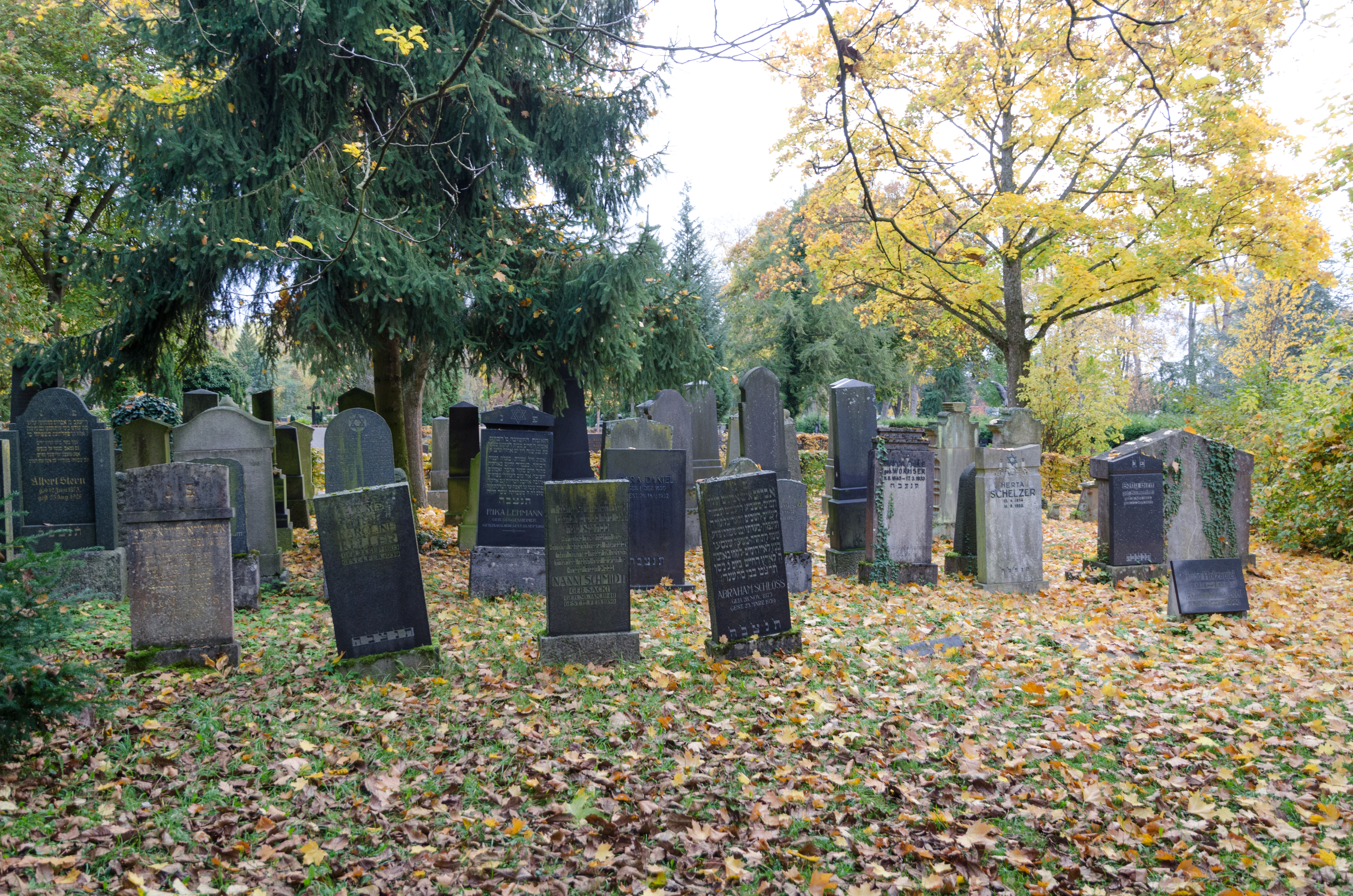
Jüdischer Friedhof
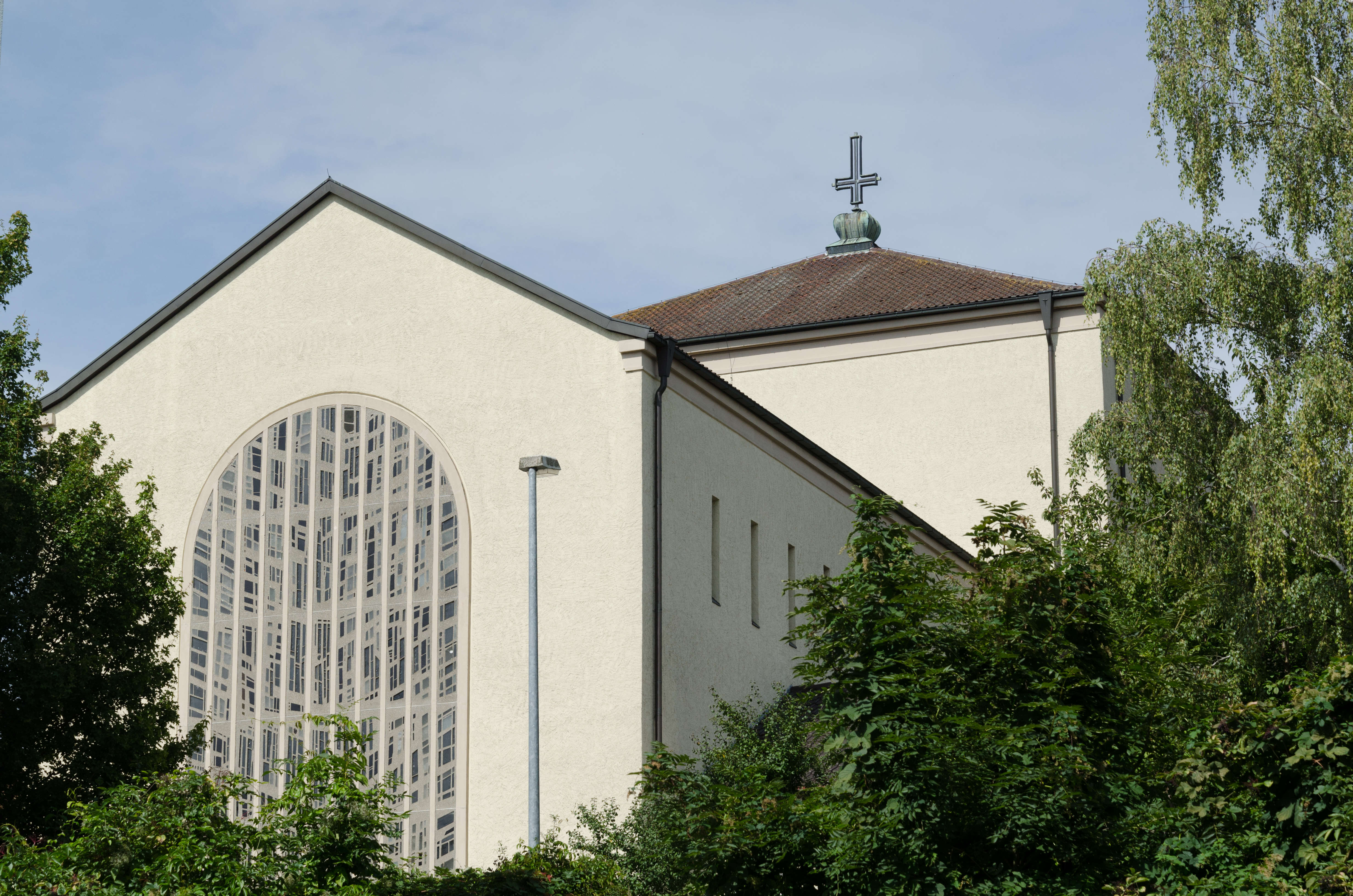
St. Anton
Flagge des Patriarchats von Konstantinopel, wie sie auch von der Griechisch-Orthodoxe Metropolie von Deutschland verwendet wird

### Bürgerverein Klingenbrunn
Elf Bürger gründeten 1909 in der Gaststätte Freischütz den ersten Bürgerverein Klingenbrunn, die sogenannte Gemeinde Klingenbrunn (Schweinfurterisch: Gemee). Ihr erster Vorsitzender, der sogenannte Bürgermeister, war Ludwig Berberich. Der Verein richtete die Klingenbrunn-Kirchweih aus. Sie fand zunächst auf der sogenannten Alm statt, einem Wäldchen auf dem Teilberg (Brauhausberg).
Wegen Raumnot im Freischütz gründete sich in den 1920er Jahren in der Gaststätte Tannenbaum eine zweite Gemeinde Klingenbrunn. 1933 erzwangen die Nationalsozialisten die Fusion beider Vereine. Der Bürgerverein Klingenbrunn veranstaltet bis heute die Klingenbrunn-Kirchweih.
Siehe auch: Schweinfurt, Bürgervereine

### Partnerschaft
Klingenbrunn hat eine partnerschaftliche Beziehung zu Klingenbrunn im Bayerischen Wald, dem Kältepol der bewohnten Gebiete Deutschlands.

## Wirtschaft und Infrastruktur
Jugendhilfeeeinrichtungen
- Haus Marienthal

Schulen
- Schiller-Grundschule

Haus Marienthal

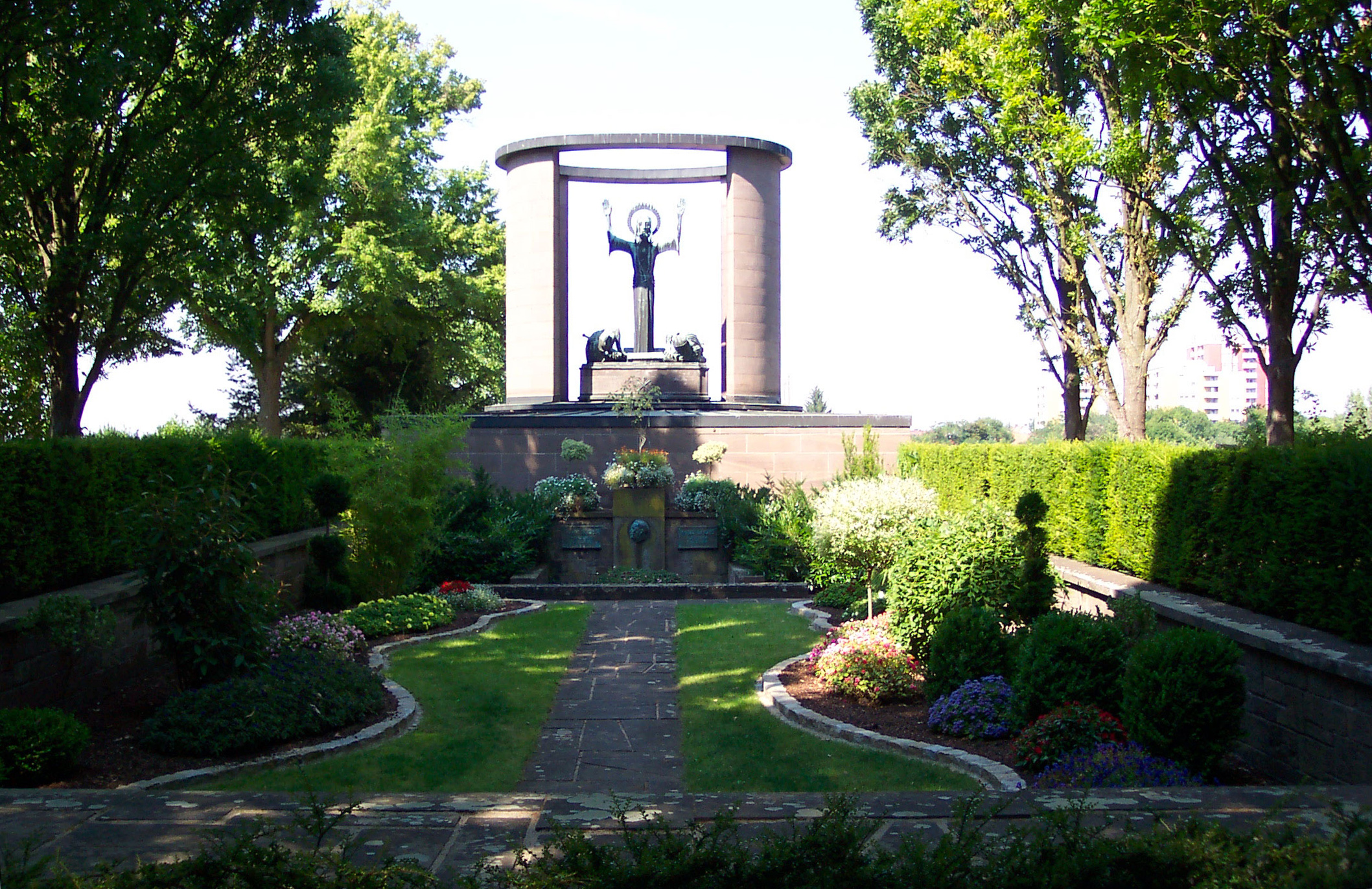
Hauptfriedhof
mit dem Grab der Familie Sachs

- Julius-Kardinal-Döpfner-Förderschule
- Franziskus-Förderschule

Friedhöfe
- Hauptfriedhof
- Jüdischer Friedhof (im Hauptfriedhof)

Verkehr
- Stadtbuslinie 130, 170, 180.[18]
- Bundesstraße 286: nach Bad Kissingen und zur Bundesautobahn 71 Richtung Erfurt
- Staatsstraße St 2280: nach Bad Königshofen
- Stadtstraße SWs 8 nach Rannungen